# メルヘン通り

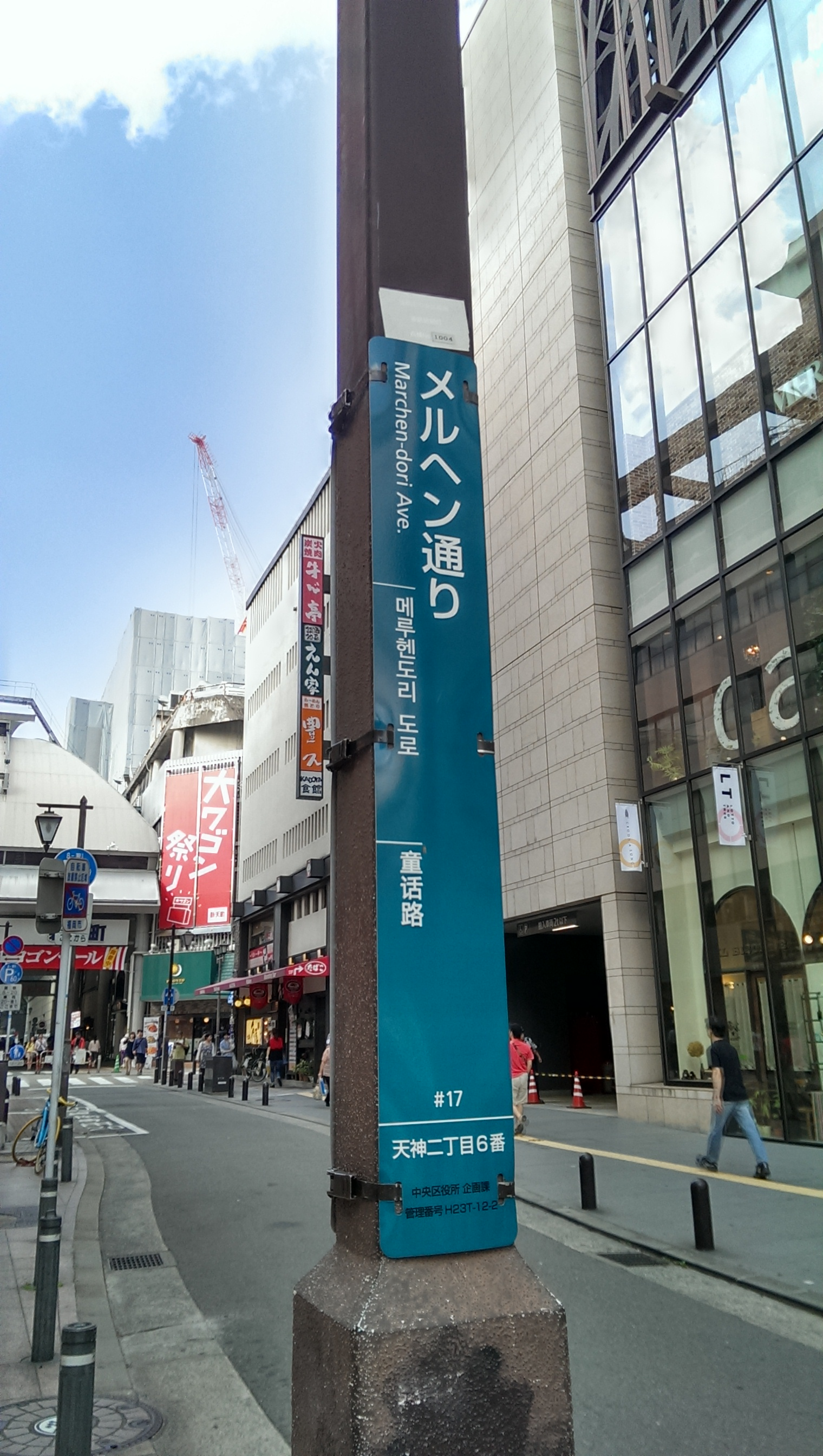
メルヘン通り

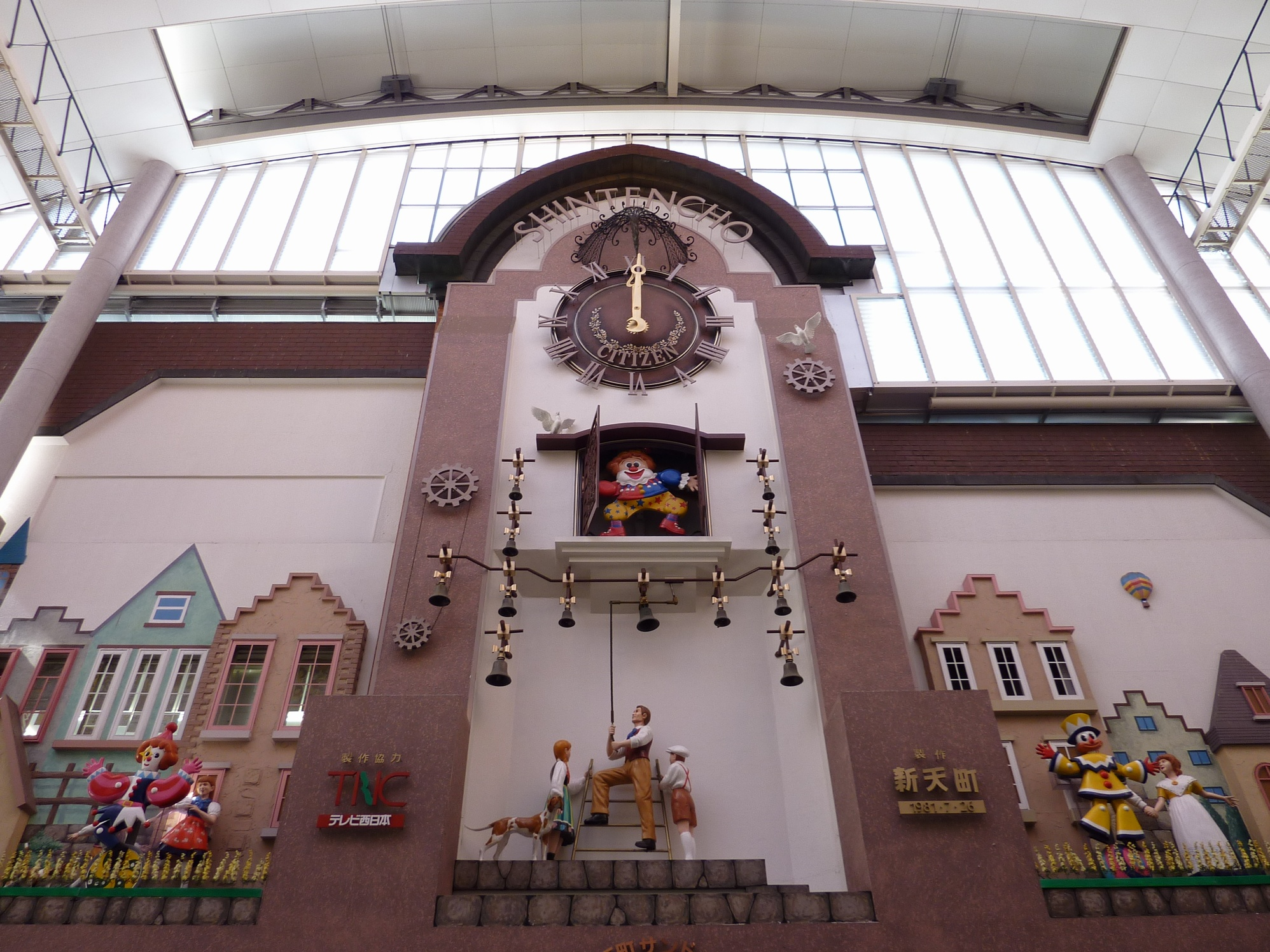
由来となった新天町メルヘンチャイム

メルヘン通り（メルヘンどおり）は、福岡県福岡市中央区天神2丁目にある通りの通称。

## 概要
新天町のメルヘンチャイムにちなんで名付けられている。
通りの最南部にあるきらめき通り中央交差点はVIORO、岩田屋新館などの大型商業ビルがあり、マスコミでは天神で最も歩行者が多い交差点と紹介されたこともある。また、岩田屋新館前には天神きらめきスクエアがあり、大型ビジョンでCMなどが流されている。
通りの中央には、戦前の一流の博多 商人が天神に進出してできた新天町がある。

## 沿線
- 新天町
- VIORO
- 岩田屋新館
- USTREAM公式スタジオ 「天神きらめき通り FUKUOKA MEDIA STATION」

## 接続する主な通り
- 明治通り
- 新天町北通り
- 新天町南通り
- 天神サザン通り
- きらめき通り